# Rivière Berthelot (rivière Mégiscane)
Pour les articles homonymes, voir Rivière Berthelot (homonymie) et Berthelot.
La rivière Berthelot est un affluent de la rivière Mégiscane, coulant dans les cantons de Leigne, Valmy et Berthelot, dans le territoire de Senneterre (ville), dans la municipalité régionale de comté (MRC) de La Vallée-de-l'Or, dans la région administrative de l’Abitibi-Témiscamingue, au Québec, au Canada.
La rivière Berthelot coule entièrement en zone forestière, à l'ouest du réservoir Gouin. La foresterie constitue la principale activité économique de ce bassin versant ; les activités récréotouristiques, en second. La surface de la rivière est habituellement gelée de la mi-décembre à la mi-avril.
Le côté ouest de la zone de tête de la rivière Berthelot est desservi par une route forestière venant du hameau Forsythe. Le lac de tête se trouve à proximité du chemin de fer du Canadien National qui passe plus au sud.

## Géographie
La rivière Berthelot prend sa source à l’embouchure du lac Leigne (altitude : 397 m).
Le lac Leigne s’alimente surtout de ruisseaux environnants : ruisseau Riton (venant du sud), décharge (venant du sud-est) des lacs Télesphore et Guerly, décharge du lac Éclair (venant du sud-est), décharge d’un ensemble de lacs (venant de l’Est) et décharge du lac Corbin (venant de l'ouest). Ce plan d’eau de tête est situé :
- Au nord-ouest de la ligne de partage des eaux avec le sous-bassin versant du lac Maude qui constitue le lac de tête de la rivière Whitegoose laquelle s’écoule vers le nord jusqu’à la rivière Mégiscane ;
- Au nord de la ligne de partage des eaux avec le sous-bassin versant du lac Attic, lequel constitue le lac de tête de la rivière Attic. Cette dernière coule généralement vers le sud-ouest pour aller se déverser sur la rive est de la rivière Mégiscane.

L’embouchure du lac Leigne est situé dans le canton de Leigne, soit au nord-ouest du chemin de fer du Canadien National soit du côté ouest de Gagnon-Siding, à l'est du centre-ville de Senneterre (ville), à l'ouest du centre du village de Parent et } au sud-est de la confluence de la rivière Berthelot avec la rivière Mégiscane.
Les principaux bassins versants voisins de la rivière Berthelot sont :
- côté nord : lac Berthelot, rivière Mégiscane ;
- côté est : rivière Whitegoose, lac Mégiscane, rivière Mégiscane, rivière Serpent, rivière Kekek ;
- côté sud : rivière Whitegoose, rivière Serpent, rivière Attic ;
- côté ouest : lac Mercier, lac Pascagama, ruisseau du Canyon, Lac aux Loups, rivière Mégiscane.

À partir de l’embouchure du lac Leigne, la rivière Berthelot coule sur environ 29 km selon les segments suivants :
- vers le nord en traversant le lac Macho (altitude : 396 m) jusqu’à son embouchure ;
- vers le nord, jusqu’à la rive sud du lac Valmy ;
- vers le nord en traversant le lac Valmy (altitude : 388 m) sur presque sa pleine longueur ;
- vers le nord, formant un élargissement de la rivière en deuxième moitié de ce segment, jusqu’à la confluence de la rivière[2].

La rivière Berthelot se décharge sur la rive sud du lac Berthelot (altitude : 385 m) lequel est traversé vers l'ouest par la rivière Mégiscane ; cette dernière coule généralement vers l'ouest en formant de grands zigzags, jusqu’à la rive est du lac Parent. Ce dernier lac est traversé vers le nord par la rivière Louvicourt dont le courant va se déverser sur la rive sud du lac Tiblemont.
Cette confluence de la rivière Berthelot avec la rivière Mégiscane est située, en amont de la confluence de la rivière Achepabanca et en aval de la confluence des rivières Whitegoose et Kekek :
- à l'est de la confluence de la rivière Mégiscane ;
- au nord-ouest de la confluence de la rivière Serpent (rivière Mégiscane) ;
- au nord-est du centre-ville de Senneterre (ville) ;
- au nord de l’ex-gare Gagnon-Siding du chemin de fer du Canadien National.

## Toponymie
Le terme « Berthelot » constitue un patronyme de famille d’origine française.
Le toponyme « rivière Berthelot » a été officialisé le 5 décembre 1968 à la Commission de toponymie du Québec, soit lors de sa création.